# Dan Jørgensen
Dan Jørgensen (nascido em 12 de junho de 1975) é um político dinamarquês Social Democrata, atual Ministro do Clima, da Energia e dos Serviços Públicos no governo do primeiro-ministro Mette Frederiksen . Anteriormente, foi Ministro da Alimentação, Agricultura e Pesca no governo do primeiro-ministro Helle Thorning-Schmidt. De 2004 a 2013, foi deputado do Parlamento Europeu pelos Social Democratas, fazendo parte do Partido Socialista Europeu.

## Infância e educação
Jørgensen cresceu em Morud, na ilha dinamarquesa de Funen, frequentou o ensino secundário no Nordfyns Gymnasium e a Universidade de Aarhus, pela qual é mestre em Ciência Política. Estudou também Ciência Política na Universidade de Washington .

## Carreira política

### Deputado do Parlamento Europeu, 2004–2013
Jørgensen foi eleito deputado do Parlamento Europeu pela Dinamarca nas eleições europeias de 2004 com 10.350 votos, e reeleito em 2009 com 233.266 votos.
No parlamento, Jørgensen foi presidente da delegação dinamarquesa Social Democrata, o maior grupo do país na altura. Foi vice-presidente da Comissão do Ambiente, da Saúde Pública e da Segurança Alimentar a partir de 2004, e delegado na Comissão dos Assuntos Económicos e Monetários. Além dos seus cargos nas comissões, foi também deputado da delegação parlamentar para as relações com o Irão e delegado da delegação parlamentar para as relações com os Estados Unidos.

### Carreira política na Dinamarca
Em fevereiro de 2014, como Ministro da Alimentação, Agricultura e Pescas, Jørgensen assinou um regulamento que proíbe o abate ritual de animais sem atordoamento prévio.
Nas eleições legislativas dinamarquesas de 2015, Jørgensen foi eleito deputado do Folketing – o Parlamento da Dinamarca.

### Ministro do Clima, da Energia e dos Serviços Públicos, 2019 - presente
Após as eleições de junho de 2019, Dan Jørgensen tomou posse como ministro do Clima, da Energia e dos Serviços Públicos do governo de Mette Frederiksen.
Jørgensen e o seu governo foram notícia de manchete internacional com o compromisso de reduzir as emissões de gases com efeito de estufa da Dinamarca em 70% até 2030 em relação aos níveis de 1990, bem como com a decisão de fixar o fim da exploração de petróleo e gás depois de 2050 (influenciada, também, pelo facto de apenas uma empresa ter concorrido à mais recente ronda de licenciamento ), e com a criação da primeira “ilha de energia” no Mar do Norte. Ainda em 2020, a Dinamarca e a Alemanha concordaram com uma cooperação mais estreita no desenvolvimento de energia eólica offshore, através dos clusters dos Mares do Norte e Báltico, para estimular a produção de energia renovável e de hidrogénio.
No entanto, o mandato de Jørgensen foi altamente criticado por ONGs ecológicas em 2020.
Mais de um ano após ter estabelecido um ambicioso objetivo para esta década, não existem ainda, em fevereiro de 2021, quaisquer planos concretos para atingir os restantes dois terços das reduções necessárias dos gases de efeito de estufa para cumprir a meta dinamarquesa de 2030.
O governo descreveu sua estratégia de ação climática como um modelo de “taco de hóquei”. Isto significa que pretendem esperar por novas tecnologias e o decréscimo dos custo para então atingir mais reduções no final da década. Esta estratégia foi descrita por outros partidos políticos como um sonho “Bjørn Lomborg”.
Apesar dos apelos da UNFCCC, do Fundo Monetário Internacional, do Banco Mundial, dos Conselhos Económicos Dinamarqueses e do Conselho Dinamarquês das Mudanças Climáticas, Jørgensen adiou a implementação de um mecanismo de aumento do preço do carbono, embora a Dinamarca tenha sido pioneira na sua adoção em 1992. A oposição ao aumento das taxas de carbono foi bem recebida pelas associações que representam os setores cujas emissões são superiores, como a Confederação da Indústria Dinamarquesa e o Conselho Dinamarquês de Agricultura e Alimentos.
Desde janeiro de 2021, a Dinamarca pretende ter preços de carbono bastante mais reduzidos que os dos seus vizinhos em 2030, tendo, consequentemente, camiões da Alemanha à espera de chegar à Dinamarca para reabastecer, de modo a usufruir dos preços baixos de gasóleo. A Dinamarca é, também, um dos quatro países da UE sem taxas de carbono em voos de passageiros. Aliás, o governo de Jørgensen tinha intenção de garantir os voos domésticos durante a crise da COVID 19, subsidiando esses voos. Essa decisão foi condenada por ONGs ecológicas e os partidos apoiantes Aliança Vermelha e Verde e o Partido Popular Socialista. A iniciativa acabou por não se realizar uma vez que a Comissão Europeia não a aprovou devido às regulações de apoios estatais.
As propostas iniciais de lei de Dan Jørgensen e do governo dinamarquês para os veículos elétricos iriam acrescentar 500.000 veículos elétricos em circulação (incluindo híbridos plug-in) até 2030. Se essa proposta tivesse sido aceite, isso teria significado mais carros com motor de combustão interna do que em 2020 na Dinamarca. Devido à pressão feita por outros partidos políticos, ficou acordado que haveria 775.000 veículos elétricos até 2030.
Durante o seu mandato, Jørgensen iniciou um acordo formal com a produtora de cimento Aalborg Portland (a maior emissora de carbono da Dinamarca, sendo responsável por 4% das emissões do país), concluindo que não teria que reduzir as suas emissões anuais abaixo do nível de 1990, de 1.54 milhões de toneladas de CO2.
Jørgensen foi também criticado por permitir que empresas públicas continuassem a construir infraestruturas de energia fóssil, tais como um gasoduto de 115 km, tendo um custo socioeconómico associado de $113 milhões para a Dinamarca. Respondendo formalmente ao Parlamento, Dan Jørgensen confirmou que o gasoduto não reduziria as emissões de carbono no curto prazo nem criaria emprego na Dinamarca.
Dan Jørgensen foi formalmente criticado pela maioria do Parlamento em junho de 2020 por atrasar as negociações com outros partidos políticos sobre biocombustíveis.
Conforme estipulado na Lei Europeia do Clima, o Conselho Dinamarquês das Alterações Climáticas deve fazer recomendações anuais e fornecer um ponto de situação sobre os esforços do governo dinamarquês para lutar contra as alterações climáticas. Em fevereiro de 2021, o Conselho Dinamarquês das Alterações Climáticas não prevê que o governo de Dan Jørgensen cumpra o objetivo de redução das emissões de gases de efeito de estufa em 70% até 2030.
Apesar destas controvérsias, Jørgensen é um forte defensor das alterações climáticas. Alguns exemplos incluem um podcast em inglês chamado Planet A, e uma campanha de vídeos no Facebook aconselhando os dinamarqueses a usar mais vegetais nas suas almôndegas. A campanha com Mogens Jensen custou aos contribuintes dinamarqueses 1.2 milhões coroas.

## Publicações
- 'Eurovisioner – Essays om fremtidens Europa' (Copenhagen, Informations Forlag 2006)
- 'EU needs to take action' in 'Caution Dangerous chemicals – Obsolete Pesticides' (Union for Europe of the Nations, Belgium 2007)
- 'Mellem Mars og Venus' in 'Fra fællesmarked til fællesskab?' (The European Communities, Belgium 2007)
- 'Grøn Globalisering – miljøpolitik i forandring' (Hovedland 2007)
- 'Politikere med begge ben på jorden hænger ikke på træerne' (Informations Forlag, 2009)
- 'Grønt håb – Klimapolitik 2.0' (Forlaget Sohn, 2010).